# تيمور بن فيصل

السلطان تيمور بن فيصل وخلفه بعض شيوخ عمان

السلطان السيد تيمور بن فيصل بن تركي بن سعيد بن سلطان بن أحمد بن سعيد البوسعيدي .(م.1886 - و.1965) هو سلطان عمان ومسقط السادس من 15 أكتوبر 1913 حتى 10 فبراير 1932. هو والد السلطان السيد سعيد بن تيمور وجد سلطان عمان السابق قابوس بن سعيد بن تيمور بن فيصل، والسلطان الحالي هيثم بن طارق.

## توليه السلطة
تولى السلطان السيد تيمور دفة الحكم في ظروف صعبة على المستويين الداخلي والخارجي حيث شهدت عمان صراعات داخلية كما أن شبح الحرب العالمية الأولى أخذ يلوح في الأفق والأزمة الاقتصادية العالمية تكاد تخنق معظم الدول، وقد حاول السلطان السيد تيمور أن يتجنب كل ما يمكن تجنبه من هذه المصاعب والأزمات، فحاول أن يخلق نوعاً من الإستقرار السياسي الذي يترتب عليه تحسين الوضع الاقتصادي ولهذا بادر بعقد إتفاقية السيب في عام 1920.

## خلال الحرب العالمية الأولى
وفي أعقاب الحرب العالمية الأولى أخذت التجارة العمانية تنتعش من جديد إلا أنها تعرضت لأزمة بسبب الكساد الاقتصادي الذي ساد العالم في مطلع الثلاثينات، كما قام السيد تيمور بإصلاح الوضع الاقتصادي بأن استقدم ثلاثة من الخبراء المصريين لتطوير نظام الجمارك في مسقط كما شكل أول مجلس للوزراء في تاريخ عمان برئاسة نادر بن فيصل، ولم يلبث أن عين ولده السيد سعيد رئيساً لمجلس الوزراء وذلك منذ عام 1929.

## أحداث في عهده
ومن الأحداث الهامة في عهد السلطان السيد تيمور، وقع أول اتفاق بين عمان وشركة داركي للتنقيب عن النفط في السلطنة في عام 1925 إلا أنه لم يتم اكتشاف أي من آبار البترول في عهده الذي امتد حتى عام 1932 حيث تنازل في ذلك العام عن الحكم لولده السيد سعيد وذلك لأسباب صحية ألمت به.